# 心之谷
《心之谷》是由吉卜力工作室製作、近藤喜文執導、宮崎駿擔任劇本，改編自柊葵創作的少女漫畫，在1995年7月15日推出的日本電影動畫。內容描述一名喜愛閱讀的少女，與一位喜愛小提琴的少年邂逅後相戀，她們彼此訂下了人生目標，期許未來能互相支持著對方來一同追逐夢想。
作品的場景是以東京都多摩的聖蹟櫻丘一帶為範本，並且有與插畫家井上直久合作，以數位合成作畫的方式將井上直久創作的奇幻風格插圖導入在影片中。《心之谷》也是日本電影動畫當中，第一個引入杜比數位立體音效技術的作品。
影片在劇院上映時，有與吉卜力以日本歌星團體恰克與飛鳥的單曲《On Your Mark》所改編的同名短篇動畫一同播放。在公開後有得到大眾迴響，所獲得的31.5億日圓票房成績是當年日本國產電影的首位。另外劇中角色貓男爵與胖貓阿月在往後吉卜力工作室的2002年電影動畫《貓的報恩》中，有被再度採用。

## 劇情
月島雫是一名喜愛閱讀的初中少女。有一天她發現到從圖書館所借書籍的借閱卡上，總是有一個比她還早借閱，名叫「天澤聖司」的人物，而引起她的注意。
暑假某日，雫外出到學校借書順便和好友夕子見面。夕子先前有委託雫把西洋歌曲《鄉村路帶我回家》翻成日語歌詞，雫除了把翻好的歌詞給夕子看之外，另外開玩笑寫了一篇惡搞原版歌詞內容的《水泥路》。當要回家時，雫想到借來的書還放在外頭椅子上而折回，之後雫看到一名陌生少年在椅子上翻著她借來的書。當那名少年把書還給她時，順便嘲笑了她夾在書裡面的《水泥路》歌詞，讓雫相當尷尬又生氣。
隔天，雫搭電車前往圖書館要送午飯給她父親時，在車廂內發現一隻胖貓像是人類般地獨自乘坐電車，便出於好奇心下跟蹤牠，之後發現到那頭猫走到一間位於丘陵住宅區裡，由一位名叫西司朗的老者所經營的精品古物商店「地球屋」。雫對地球屋裡充滿著像是在故事書裡才會出現的各種稀奇物品感到興奮，並且特別欣賞屋內一尊像是男爵模樣的貓玩偶，也與店主西司朗立刻成為朋友。
開學後某一天晚上，雫接到夕子打來的電話，夕子向雫訴苦著她在班上暗戀的杉村一直未察覺她的心意，反而替學弟轉交情書給她，讓她相當難受。隔天放學後，雫私下找了杉村，對杉村抱怨他一直未察覺夕子對他的心意。杉村對夕子的事情很困惑，之後反過來向雫坦白著，他心裡一直暗戀的對象其實是雫時，讓雫相當驚訝。之後雫在心情混亂的情況下，拒絕杉村對她的告白趕緊離去。
回到家後的雫情緒一直失落，之後想前往地球屋來轉換心情。來到地球屋後發現店面未營業的雫正失望時，發現之前嘲笑她的那名少年騎著腳踏車來到地球屋門口。少年表示他是這間店主的孫子後，替雫開門讓她到裡頭參觀。雫之後發現在地球屋的地下樓層，有一間那名少年用來製作小提琴的工房，在好奇之下想請少年演奏小提琴，少年則提出若雫要他演奏小提琴，那雫也要唱歌的要求。聽到對方這樣回應的雫有些錯愕，但努力試著配合對方演奏，來唱出自己先前為《鄉村路帶我回家》所改寫的《鄉村路》，在她們互相的表現漸入狀況時，西司朗正好跟數名樂友回到地球屋，便一行人愉快地表演完這首歌曲。表演完之後，雫才得知原來這名少年的名字就是天澤聖司，讓她相當意外。
天澤聖司之後向雫坦白，其實他過去在圖書館裡就注意到雫，為了想得到雫的注意，便大量借閱圖書館的書籍，好讓借閱卡留下他的名字。雫和聖司兩人之後開始發展一段互相鼓勵的感情，當聖司向雫表示他不久將會到意大利一間專門教授製作小提琴的學校留學後，讓雫頓時發覺自己尚未決定將來的出路而感到挫折。
隨後雫決定以西司朗珍藏的貓男爵玩偶為靈感，來寫出一本故事作為給自己的挑戰。由於雫專注於寫作影響到學業成績，引起家人的注意，在父親得知雫創作的背後緣由後，決定讓她為自己所做的選擇負責到底。最終雫將完成的作品交給西司朗閱讀，讓西司朗感動之餘憶起了往事，勉勵月島雫持續追求夢想。
在完成故事後隔天的寒冷凌晨裡，突然睡醒的雫不經意地打開窗外時，突然看到提早從義大利回來的聖司牽著腳踏車出現向她打招呼邀請共乘。聖司表示他心裡一直希望能讓雫前往一個適合在凌晨觀賞日出美景的高處場所，因此對他們能同時遇見對方的默契感到開心。在兩人騎到上坡路時，雫也一邊推著腳踏車一邊向聖司表示自己要成為能夠支持他、不成為負擔的人。
最終雫與聖司來到高處觀賞日出後，聖司向雫表示希望未來能與她結婚，在雫接受聖司的告白後，聖司開心地在朝陽下擁抱著雫。

## 出場人物
- 月島雫[註 2]

配音：本名陽子（日本）；楊小黎（台灣）；曾佩儀（香港）；布兰特妮·斯诺（美國）
一名14歲的向原中學三年級女學生。平時的興趣是閱讀故事書，和在閒暇時寫些文藝小品。
在偶然情況下，她注意到借來書藉上的借閱卡都有寫著「天澤聖司」的名字後，便在心中好奇這名陌生人的存在，之後隨著劇情發展認識聖司後喜歡上對方。
她對於聖司追逐人生夢想的毅力感到敬佩，並同時開始去思索自己未來人生方向訂下目標，而不願讓自己往後是聖司的負擔。
- 天澤聖司

配音：高橋一生（日本）；夏治世（台灣）；郭志權（香港）；大衛·加拉徹（美國）
一名15歲的向原中學三年級男學生。為西司朗的外孫，是一名熱愛小提琴的少年。
他不顧雙親的反對希望能成為出色的小提琴名匠，因而決定前往義大利深造。
過去他在偶然的情況下注意到常在圖書館閱讀的雫，心裡對她產生好感。為了引起她的注意而大量閱讀書籍，以便在借閱卡上留下姓名。
- 月島靖也

配音：立花隆（日本）；孫中台（台灣）；招世亮（香港）；詹姆士·斯金（美國）
雫的父親，一名45歲的鄉土學家，平時在雫常去的圖書館工作。
- 月島朝子

配音：室井滋（日本）；陳季霞（台灣）；雷碧娜（香港）；珍·史瑪特（美國）
雫的母親，一名43歲的主婦，她在兩個女兒長大後重新回學校念書，打算取得碩士學位。
- 月島汐

配音：山下容莉枝（日本）；劉小芸（台灣）；盧素娟（香港）；寇妮·索恩-史密斯（美國）
雫的姊姊，個性獨立而有主見的大學生，因為母親在念書的緣故負責多數家事。平常雖會對雫散漫的行為嘮叨，但仍相當照顧雫。
- 西司朗

配音：小林桂樹（日本）；沈光平（台灣）；哈洛德·高德（美國）
藝術珍品商店「地球屋」的主人，是聖司的外祖父，私下擅長演奏樂器。
他理解著雫與聖司追逐夢想的原因，給予了許多鼓勵。
- 北

配音：鈴木敏夫（日本）
戴著眼鏡的西司朗友人，擅長演奏魯特琴。
- 南

配音：井上直久（日本）
留著鬍子的西司朗友人，懂得鈴鼓、直笛等樂器。
- 貓男爵

配音：露口茂（日本）；周寧（台灣）；李錦綸（香港）；卡利·艾域士（美國）
是西司朗年輕時從歐洲買回珍藏的玩偶，本名是「胡伯特・馮・吉金根男爵」，也是雫用來創作故事的藍本。
本來和另一個「貓仕女」玩偶是一對組合，而貓仕女是另一名叫做露莎的外國女性所持有。西司朗原先想事後彼此帶著各自的玩偶來再次見面，但後續因戰亂之故失去聯繫。
- 阿月

一頭來歷不明的胖野貓，常常會自己跑到地球屋裡，聖司喜歡稱它為「阿月」，在其他地方也有被人稱呼為「姆達」這樣的名字。
- 原田夕子

配音：佳山麻衣子（日本）；許淑嬪（台灣）；陸惠玲（香港）；艾希莉·提斯代爾（美國）
雫的好友，校內合唱團成員之一，私下有請雫將西洋歌曲《鄉村路帶我回家》內容翻成日語歌詞。
她對同班的杉村抱持著好感，對於杉村尚未察覺到她的心意感到煩惱。
- 原田夕子的父親

配音：中村晴彦（日本）；孫中台（台灣）
夕子的父親，和夕子爭吵中。
- 杉村

配音：中島義實（日本）；馮錦堂（香港）；馬丁·斯潘尼爾斯（美國）
雫的同班男同學，個性好動並且是棒球社成員。
私底下喜歡雫；但對暗戀他的夕子一點也沒察覺到，在結局時有回應夕子的追求。
- 絹代

配音：飯塚雅弓（日本）
雫的好友之一，和夕子同為合唱團成員，常與雫一同共用午餐。
- 高坂老師

配音：高山南（日本）
一名年輕的向原中學保健室老師，與雫及其他學生們之間的關係不錯。

## 製作內容

### 過程
《心之谷》改編契機來自於宮崎駿過去在夏季裡，會前往他岳父在信洲一帶山上蓋的小屋居留一陣子，在完成《風之谷》的那一年夏天，獨自來到小屋的宮崎駿注意到屋內放有幾本他岳母孫女之前留下來的少女漫畫雜誌，宮崎駿在閒暇時便好奇翻閱了幾回後，並對當中一些作品產生興趣，萌起將其改編成動畫的念頭 。之後宮崎駿曾找來押井守、庵野秀明、飯田馬之介等動畫界友人，以及當時在德間書店當編輯的夥伴鈴木敏夫等人組成小組，討論把少女漫畫改編成動畫電影的可行性，後續考慮到因兩者之間架構差異、以及事務繁忙而無下文。
到了1989年夏季，宮崎駿再次回到山上小屋時，因先前翻閱過的少女漫畫雜誌已破損，便索性買幾本新的少女漫畫雜誌試試。之後閱讀到柊葵當時連載的《心之谷》時，認為內容不像一般少女漫畫落於俗套，有著如個人體驗般具真實感的情節，便對此作品有著特別印象。當時宮崎駿雖是中間連載的章節開始翻閱，並未看完整部劇情，但同樣有推薦給押井守與庵野秀明，另外也一併介紹給鈴木敏夫知悉，並向鈴木敏夫提出一些心中對此作品改編的劇情內容想法。
在1993年期間，宮崎駿借到該漫畫的單行本翻完整篇劇情後，向鈴木敏夫表示在吉卜力工作室製作完由高畑勳執導的《平成狸合戰》後，要將《心之谷》作為下一部推出的吉卜力影片。當時日本社會上常有以身高、體重、學力偏差值來直接決定一個孩子未來的情況，便希望能做出一部能鼓舞孩子們的作品。
導演人選方面，宮崎駿想到長年共事的朋友近藤喜文一直有著想製作關於青春男女清純戀情的作品，在推薦給當時正替《平成狸合戰》處理原畫事務的近藤喜文這部漫畫後，提出讓他擔任此部新動畫的導演，分鏡圖部份由他來負責完成的建議。宮崎駿另一方面考慮到在此之前吉卜力的電影動畫都是主要由高畑勳與他兩人輪流拍攝，若能多一位具備一定程度執導能力的人選，往後能讓吉卜力更方便生產作品，而將此機會交給近藤喜文一試。另外鈴木敏夫事後個人觀察推測出，先前由望月智充與吉卜力工作室合作，所拍攝一部描述青春男女之間互動關係的1993年電視動畫《海潮之聲》，也是間接刺激到宮崎駿想加緊將《心之谷》漫畫改編成電影搬上大螢幕的原因之一。
在製作進行期間裡，宮崎駿於1994年參觀了井上直久的畫展，當時宮崎駿直覺井上直久的作品風格非常適合放入此作品劇情當中月島雫為貓男爵寫的故事場景裡，便一同邀請井上直久成為《心之谷》動畫的製作成員之一。
原先宮崎駿一開始打算將《心之谷》定位成「又快、又省、又好」的小品動畫，但之後在作品陸續補上演奏歌曲《鄉村路带我回家》橋段、用電腦特效合成井上直久的《伊巴拉度》畫作場景在動畫中，以及使用杜比數位音響工具以5.1聲道技術來錄製作品，使得《心之谷》最後仍成為盛大的動畫作品。原先挑選的影片發行商，也從一開始選擇的Herald Ace改成較大的東寶，並在一般情況下校園戀情題材電影較不賣的暑假檔期裡創下佳績。
《心之谷》完成後，宮崎駿認為這部動畫讓他可以和漫畫原作者柊葵相見、與畫家井上直久合作、給長年合作夥伴近藤喜文有發揮一試的機會，整體上對他而言是一部充滿著幸運的偶然、各種機緣的作品。另外柊葵喜愛著宮崎駿與近藤喜文過去參與製作的電視動畫《小安妮》，在宮崎駿與近藤喜文看到原作漫畫裡原田夕子有著和《小安妮》主角安妮相似的雀斑面孔與雙麻花辮髮型時，也有著直覺柊葵是該動畫愛好者的巧合。

### 角色安排
劇中在角色的異動上，為了讓月島雫更符合要面臨現實生活上各種煩惱的年齡，便將她在原作的學年從初一改成要面臨高中升學測驗的初三。雫的家庭狀況與原作相比也有許多更動，她的母親成為需要同時處裡學業與家務的婦人，並且讓雫與就讀大學的姐姐共用同一個房間，其中雫與姐姐睡在雙層床的設定，是讓原作者柊葵也感到意外的安排。
天澤聖司的夢想從原作的畫家異動成小提琴工匠，此設定來自於近藤喜文的兒子在唸初中時，同樣有一名懷抱著此夢想的朋友。另外在原作裡聖司有與哥哥天澤航司飼養一對黑貓，近藤喜文原先想將黑貓給搬上螢幕，但宮崎駿認為之前的吉卜力動畫《魔女宅急便》已經有出現過黑貓，而替換成棕色胖野貓阿月。阿月被其他人叫的名稱「姆達」，來自於宮崎駿認為職業摔角裡由武藤敬司扮演的「愚零闘武多」感覺是個很厲害的角色，便引用該擂台名稱裡的。
在原作的結尾裡，聖司對雫說了「我喜歡妳」，但宮崎駿認為只講「我喜歡妳」感覺不夠堅定，並且覺得在動畫版聖司與雫一同面向帶著薄霧的黎明場景中，應該要說出更下定決心的對白，而改成「跟我結婚吧」。另外原作裡並沒有特別提到汐子與杉村之後的進展，動畫則在結尾時列出工作人員名單段落中，出現汐子等待杉村一同回家的場景，因近藤喜文在乎這兩名角色往後發展情況，希望能為他們幫上一些忙，而做出這樣的安排。

### 表現手法
影片的製作人鈴木敏夫在製作過程裡，留意到許多近藤喜文在影片處理手法與宮崎駿之間的差異，如劇中月島雫在得知借閱卡上的天澤聖司是與自己同年級學生時，宮崎駿在這一段繪製的分鏡圖中，雫是不知所措慌慌張張地拉著朋友一同跑下樓，近藤喜文將此段落處理成加快步伐地走下樓，另外在雫與朋友絹代等人共用午餐的場景裡，也弄成為較悠閒地邊吃邊聊。對於鈴木敏夫來說，宮崎駿分鏡圖版本的雫是開朗、爽快直接、符合宮崎駿心中理想模樣的孩子；近藤喜文的執導版本則是端正、文靜、較近似現實女子學生模樣。
另外鈴木敏夫最初在觀看雫再次來到地球屋後，將兩手擋住裙子再席地坐下的一幕時，不知為何會覺得有點情色的感覺，吉卜力另一動畫導演高畑勳得知他的看法後，表示著「原因很簡單，因為近藤就是不希望讓月島雫走光」，這一點讓鈴木敏夫便想到，若是由宮崎駿來處理這段的話，雫應該就會大大方方地直接就地而坐，因此近藤喜文手法下的雫對鈴木敏夫來說有著在意旁人眼光、自我意識過剩方面的性質。
在人物比例方面，鈴木敏夫注意到由近藤喜文處理的場景裡，角色不管是在任何場所裡都不會有身高比例出錯的情況，不像宮崎駿會讓一些人物在某些場合下身材突然變高大，如同漫畫般刻意誇張表現的效果。

### 美術繪製
《心之谷》的分鏡圖內容由宮崎駿負責。在紙張的選擇上，起初採用一般電視動畫用的分鏡稿紙來繪製，而非原先吉卜力工作室一貫使用、尺寸比起一般約大上一倍的精細紙張。之後隨著進度展開，宮崎駿發現到影片內容已非自己原先所預期的「佳作小品」，難以用一般紙張來表現，而回頭採用過去用的精細分鏡稿紙。繪製的過程中，宮崎駿也常一時興起在分鏡圖的說明欄位裡添加一些趣味性的備註，例如杉村在神社向月島雫告白的場景裡，加上為杉村加油的字句；或是在結尾前聖司用腳踏車拼命載著雫騎上坡的段落裡，出自於個人對環法自由車賽以及彼得·優格馬福競賽車手的關注，補上了優格馬福如何先落後反超前的戰術「在搖晃低檔的騎法之後，就會是優格馬福在高山賽段的衝刺，只有看得懂的人才知道我在寫什麼」如此備註。
影片的作畫監督由高坂希太郎擔任，並且協助將近藤喜文繪製的角色草圖，處理好在畫風上一致的整合。之前高坂希太郎在參與由宮崎駿執導的作品裡，都會處理由宮崎駿所繪製出帶有肉體感的角色；此回執導的近藤喜文則是採取完全相反的風格。對高坂希太郎而言，月島雫帶有一種特別的韻味，是在過程中花最多功夫處理的角色。
負責此篇的美術監督為黑田聰，當時宮崎駿為了表現出現實日常生活的感覺，要求黒田聰在街鎮街道上的電線桿線路都得仔細描繪，此期間的動畫業界普遍認為電線桿線路之類東西是會破壞畫面呈現的物品，因此《心之谷》採用了不同方向的繪製手法。宮崎駿也期望《心之谷》的色彩表現能像過去1988年作品《龍貓》那般鮮明，另提出針對地面在呈現反光時的表現、或是影子打在地面上模樣等意見。該時期能使用到的電腦修圖軟體較少，劇情中雫與杉村一同在神社對談的場景中，需要精準地表現出光線從樹葉裡射出的模樣、以及各種陰影效果，對於黑田聰是很大的挑戰。作品完成時，黑田聰共繪製出約900多張的美術圖像。
擔任各段落原畫的人員包含有負責學校場景的賀川愛、或是聖司用腳踏車載雫上坡的百瀨義行等等。其中雫與聖司一行人演唱《鄉村路》的重點段落，是由小西賢一擔任，為了讓畫面中人物演奏樂器的動作寫實，小西賢一在短短3分鐘的劇情用了近1030張原畫，轉換成動畫後則有將近3000張的枚數，約為一部半小時的電視動畫份量，並耗費將近半年的時間處理。另外聖司的演奏動作範本，當時是邀請小提琴家植村薰（Kao）示範演奏來描繪。